# Gordon setter
Il setter scozzese o setter gordon, o anche (prima del 1924), black and tans setter è un cane da ferma britannico di media taglia, originario della Scozia.
Il setter gordon è una razza nata verso la metà del XIX secolo. Pare sia nato dall'incrocio tra un setter inglese e un Border Collie. Secondo alcuni esperti, contribuirono alla formazione della razza anche il setter irlandese ed il bloodhound o Chien di Saint-Ubert. Forse nelle vene dei setter scozzesi scorre il sangue anche dei pointer. Questo cane è molto vivace ed è adatto alla caccia.
Il nome della razza deriva da quello dei duchi di Richmond-Gordon di Scozia, ai quali si deve la creazione della razza. Questo setter è molto più massiccio e pesante del setter inglese. È adatto per il galoppo e la sua struttura fisica ricorda il corpo del cavallo da caccia (Hunter).
I setter sono cani molto fedeli al padrone, li troviamo anche in altre razze come:  setter inglese e setter irlandese